# Porophila
Porophila (лат.) — род мельчайших жуков из семейства перокрылки (Ptiliidae). Россия (Приморский край) и США (Калифорния и Орегон).

## Описание
Жуки микроскопического размера. Длина тела около 1 мм (0,4—0,6 мм). От близких таксонов отличаются морфологией мезостернального выступа между средними тазиками и следующими признаками: формула мембранных щетинок заднего крыла 14+64+27 (типовой вид), 9+52+23 (cedri), 10+72+31 (lazovskii), 11+62+24 (mystacea), двузубчатым пигидиумом, усики 11-члениковые, плевральная область проторокса с дермальными железами, метастернальный выступ отсутствует, область между средними тазиками занята мезостернальным выступом. Тело вытянутое, овально-цилиндрическое; коричневого цвета.
Относится к трибе Nanosellini, включающей самых мелких жуков мировой фауны (Nanosella fungi и Scydosella musawasensis).
- Porophila cedri Polilov, 2008
- Porophila lazovskii Polilov, 2008[4]
- Porophila malkini Dybas, 1956
- Porophila mystacea Polilov, 2008